# Пісьмянтамак
Пісьмянтама́к (рос. Письмянтамак, башк. Песмәнтамаҡ) — присілок у складі Буздяцького району Башкортостану, Росія. Входить до складу Кузеєвської сільської ради.
Населення — 37 осіб (2010; 46 у 2002).
Національний склад:
- башкири — 78 %